# Petar Musa
Petar Musa, né le 4 mars 1998 à Zagreb en Croatie, est un footballeur croate qui évolue au poste d'avant-centre au FC Dallas.

## Biographie

### Carrière en club

#### NK Zagreb
Natif de Zagreb en Croatie, Petar Musa est formé par l'un des clubs de sa ville natale, le NK Zagreb. Il fait ses débuts en professionnel en 2016. Le club se voit ensuite relégué en deuxième division croate.

### Viktoria Žižkov
Recruté par le Slavia Prague le 12 juillet 2017, Petar Musa est prêté dans la foulée au Viktoria Žižkov, club évoluant alors en deuxième division tchèque.

### Slovan Liberec
Il est prêté durant l'année 2019 au FC Slovan Liberec. Avec cette équipe, il inscrit plusieurs buts lors de l'année 2019, avec notamment un doublé en championnat sur la pelouse du FK Mladá Boleslav, le 27 octobre 2019.

### Slavia Prague
Après deux prêts successifs, Petar Musa est enfin intégré à l'équipe première du Slavia Prague au début de l'année 2020. Il est sacré champion de Tchéquie en 2020 et termine meilleur buteur du championnat avec 14 réalisations (à égalité avec Libor Kozák). Ce qui fait de lui le plus jeune meilleur buteur de l'histoire du championnat à 22 ans et 4 mois.

### Union Berlin
Le 1er février 2021, Petar Musa est prêté jusqu'à la fin de saison à l'Union Berlin.

### Boavista FC
Le 25 août 2021, Petar Musa est prêté pour une saison avec option d'achat au Boavista FC.
Il marque son premier but pour Boavista le 12 septembre 2021, lors d'une rencontre de championnat face au Portimonense SC. Titulaire, il marque en toute fin de match, dans le temps additionnel, le but égalisateur qui permet à son équipe d'obtenir le point du match nul (1-1 score final).

### Benfica Lisbonne
Le 20 mai 2022, le Boavista FC annonce le transfert de Petar Musa, qui prend effet au 1er juillet 2022. Le joueur signe un contrat de cinq ans, soit jusqu'en juin 2027.

### FC Dallas
Le 1er février 2024, Petar Musa rejoint les États-Unis afin de s'engager en faveur du FC Dallas. Il signe un contrat de quatre ans, soit jusqu'en décembre 2027, avec une année supplémentaire en option.
Le 19 juin 2024, Musa se fait remarquer en marquant trois buts contre le Minnesota United FC en MLS. Il s'agit du premier triplé de sa carrière, et il permet à son équipe de s'imposer par cinq buts à trois,.

### En sélection
Petar Musa reçoit sa première sélection avec l'équipe de Croatie espoirs le 14 novembre 2019, face à la Lituanie. Une rencontre que la Croatie remporte par trois buts à un.
En mai 2022, Petar Musa est convoqué pour la première fois avec l'équipe nationale de Croatie par le sélectionneur Zlatko Dalić.

## Palmarès
- Champion de Tchéquie en 2020 avec le Slavia Prague